# Dmitrij Chomiakow
Dmitrij Chomiakow, ros. Дмитрий Олегович Хомяков  (ur. 31 maja 1992) – rosyjski sztangista, mistrz świata juniorów, mistrz Europy.
Startuje w kategorii wagowej do 77 kg. Jest złotym medalistą mistrzostw Europy z Tirany (2013). 

## Osiągnięcia
| Rok  | Zawody                      | Miasto            | Miejsce | Kategoria | Wynik  |
| ---- | --------------------------- | ----------------- | ------- | --------- | ------ |
| 2012 | Mistrzostwa świata juniorów | Antigua Guatemala | 1.      | do 77 kg  | 342 kg |
| 2013 | Mistrzostwa Europy          | Tirana            | 1.      | do 77 kg  | 351 kg |